# 泰安道 (汪兆銘政権)
泰安道（たいあん-どう）は汪兆銘政権華北政務委員会により設置された山東省の道。

## 沿革
1940年（民国29年）6月15日、中華民国臨時政府時代の道制整理の際に新設された。

## 行政区画
廃止直前下部の7県を管轄した。（50音順）
- 新泰県
- 泰安県
- 東阿県
- 東平県
- 平陰県
- 肥城県
- 萊蕪県